# Markvippach
Markvippach è un comune di 548 abitanti della Turingia, in Germania.
Appartiene al circondario (Landkreis) di Sömmerda (targa SÖM) ed è amministrato dalla Verwaltungsgemeinschaft Gramme-Vippach.